# Vesti (novine)
Dnevni list Vesti (u Srbiji poznat i kao Frankfurtske Vesti) su jedine novine namenjene čitaocima iz bivše Jugoslavije koji žive u dijaspori.
Prvi broj Vesti izašao je 15. decembra 1992. godine. Vesti se štampaju na srpskom jeziku u Frankfurtu na Majni, u Njujorku i Sidneju. Izlaze sedam puta nedeljno. Prodaju se na kioscima u Nemačkoj, Švajcarskoj, Austriji, Francuskoj, Holandiji, Belgiji, Luksemburgu, Italiji, Engleskoj, Grčkoj, Kipru, Mađarskoj, Češkoj, Slovačkoj, Danskoj, Švedskoj, Norveškoj, Lihtenštajnu, Monaku, Australiji, SAD, Kanadi.
Izdavač nezavisnog dnevnog lista Vesti je Nida Verlag GmbH u Frankfurtu na Majni.

## Galerija
- Isečak o FK Srpski beli orlovi, 2007. godine
- Vesti na kiosku u Torontu, 2019. godine

## Spoljašnje veze
- Vesti na Internetu